# 黃金貴
黄金贵（1587年—1646年），字双南，後奉旨更名黄希宪，江西分宜縣人。明末政治人物。

## 生平
万历四十年（1612年）壬子科举人，天启五年（1625年）进士。授广东顺德县知县，升御史，两淮巡鹽，又巡按甘肅。累官太僕寺少卿、应天巡抚，平海寇吴尚忠等。升河道总督，兼兵工二部侍郎。清顺治二年（1645年），南京馬士英等柄國，诬其河工冒饷，下詔獄。清兵下南京，黄金贵护送潞王朱常淓至杭州。三年（1646年），卒于浙江绍兴章家。清谥忠烈。